# 金子絢香
金子 絢香（かねこ あやか、1990年1月24日 - ）は、東京都世田谷区出身、ハワイ在住の女子プロゴルファーである。ペパーダイン大学に在学。父親はプロ野球中日ドラゴンズ元選手の金子勝美。身長170cm。

## 成績
- 2006年 世界ジュニア選手権 2位
- 2011年 全米女子プロゴルフ協会のQT（クオリファイングトーナメント）で最終的に15位タイとなり、2012年シーズンのカテゴリー11の出場資格を獲得した。